# Scaled Composites White Knight Two
Scaled Composites Model 348 White Knight Two (WK2) je teretni zrakoplov na mlazni pogon. Koristi ga se radi podizanja suborbitalne letjelice SpaceShipTwo radi dosezanja visine. Razvila ga je tvrtka Scaled Composites u projektu koji je trajao od 2007. do 2010. kao prva faza Tiera 1b, dvofaznog suorbitalnog lansirnog sustava s ljudskom posadom. WK2 se zasniva na uspjehu razvoja matičnog broda do SpaceShipOnea, White Knighta od kojeg je razvijen WK2, a koji je sam zasnovan na Proteusu. WK2 su projektirali Robert Morgan i James Tighe. Napravljen je samo jedan model.